# Parastrangalis testaceicornis
Parastrangalis testaceicornis är en skalbaggsart som först beskrevs av Maurice Pic 1927.  Parastrangalis testaceicornis ingår i släktet Parastrangalis och familjen långhorningar. Inga underarter finns listade i Catalogue of Life.